# 莫莉·刘易斯
莫莉·刘易斯（英語：Molly Lewis，又名，1989年11月23日—）是一位美国音乐家，以弹奏夏威夷四弦琴闻名，在互联网上声名鹊起。 除了翻唱以外，她也演奏原创音乐。 她的原创音乐多为涉及流行文化主题的喜剧歌曲。她目前与DFTBA唱片签约，并发行了她的第一张专辑《我给你凑了张CD……可却被我吃了》（I Made You A CD... But I Eated It）。

## 历史
刘易斯从录制布兰妮·斯皮尔斯的中你的毒和Lady Gaga的扑克脸等流行歌曲的四弦琴翻唱并在YouTube上发布开始引人注意。 她还与其他互联网歌手录制过视频，譬如“WadeJohnston”、“thedoifter”以及“ doctornoise”。 在2009年的母亲节中，莫莉录制了与其母亲合作的披头士乐队我们俩翻唱。 她还在UkeCast的第226集中演唱了乔纳森·库尔顿的汤姆·克鲁斯式疯狂。
她在YouTube上传影片的用户名为SweetAfton23。其中，“SweetAfton”来自苏格兰诗人罗伯特·彭斯的抒情诗甜蜜的阿夫顿河，以及克里斯·蒂勒与尼克尔·克里克演奏的乔纳森·E·施皮尔曼在1837年为该诗所作的伴奏曲。“23”则来自她11月23日的生日。 

## 公开演出
她与保罗和斯托姆、亚当·萨维奇和威尔·惠顿同为W00tstock的固定表演人员。她亦曾与美国总统乐团一道演出。在现场演出时，她偶尔会忘带某些重要的乐器，例如我同情笨蛋的卡祖笛，她通常以其衣袋里能找到的其他东西（尤其是强奸求救哨）来代替。我同情笨蛋一曲取名自T先生在2006年的真人秀节目《我同情笨蛋》，该曲的动画版本里，其卡祖笛独奏时出现的正是T先生的卡通版。
刘易斯在KNBC洛杉矶的节目《洛城音乐》（Music LA）里演出过。她为电视剧《尼尔传奇》录制了第三季第二集的主题音乐。她与约翰·霍奇曼、威尔·惠顿、保罗和斯托姆、《神秘科学剧院3000》与《RiffTrax》的比尔·科贝特和凯文·墨菲，以及迈克·菲尔曼一同参加了乔纳森·库尔顿在2011年1月举办的JoCo疯狂游轮演出（JoCo Cruise Crazy，取自歌名汤姆·克鲁斯式疯狂）。
2011年2月22日，刘易斯在哈佛人文主义牧师会为哈佛大学的斯蒂芬·弗莱颁发终身成就奖的典礼上，演唱了她的歌曲致斯蒂芬·弗莱的公开信。
2012年秋天，在Doubleclicks的“诸神黄昏的女士”（Ladies of Ragnarok）巡回演唱会中，首次在w00tstock演出之外以独奏方式参演，在美国东北和中西部地区表演了19场音乐会。 2013年1月，刘易斯又与Doubleclicks一道，首次在美国西海岸的加利福尼亚州、俄勒冈州和华盛顿州举行了9场巡回演出。 两次巡演均由歌迷赞助的，他们通过购买明信片或T恤来帮助歌手支付费用。 
自2019年起，刘易斯主持了网络喜剧团体LoadingReadyRun在Youtube上的网络节目《竞猜家》（The Panalysts）。

## 奖项与成就
她对库尔顿汤姆·克鲁斯式疯狂的翻唱赢得了Ukulele Hunt网站的2007年“年度尤克里里视频奖”。该视频吸引了库尔顿的注意，并在后来邀请她与他和保罗和斯托姆一同表演。
她赢得了第三届Quick Stop Entertainment的“‘歌’夫大师赛”（Masters of Song Fu competition）冠军，击败了其他16位艺术家，其中包括汉克·格林和保罗和斯托姆。

## 唱片目录
- 《我给你凑了张CD……可却被我吃了》（I Made You A CD... But I Eated It，2009年）
- 《再唱老歌，不过是现场版！》（The Same Old Songs, But Live!，2013年）
- 《感恩节大战圣诞节》（Thanksgiving Versus Christmas，2015年）